# Comuna Krasna Slobidka, Obuhiv
Krasna Slobidka (în ucraineană Красна Слобідка) este o comună în raionul Obuhiv, regiunea Kiev, Ucraina, formată din satele Bezimenne și Krasna Slobidka (reședința).

## Demografie
Componența lingvistică a comunei Krasna Slobidka
     Ucraineană (98,41%)
     Rusă (1,16%)
     Alte limbi (0,12%)
Conform recensământului din 2001, majoritatea populației comunei Krasna Slobidka era vorbitoare de ucraineană (98,41%), existând în minoritate și vorbitori de rusă (1,16%).